# Ван Слоун, Эдвард
Э́двард Ван Сло́ун (англ. Edward Van Sloan; 1 ноября 1882 — 6 марта 1964) — американский актёр, прославившийся знаменитыми ролями борцов с «нечистой силой» в фильмах Дракула и Франкенштейн.

## Биография
В 1910 году он выступал в Пинеро, в Монреале, Канаде, где женился на ведущей Майре Джексон.

## Карьера
Ван Слоун прославился ролями в фильмах 1930-х годов. Одной из лучших ролей Ван Слоуна стали фильмы: Дракула, Франкенштейн и Мумия. В фильме Дракула Эдвард Ван Слоун сыграл Абрахама Ван Хельсинга (охотника на вампиров), в Франкенштейне доктора Вальдмана, в Мумии доктора Мюллера. Затем в 1936 году он снова сыграл Ван Хельсинга в фильме Дочь Дракулы. Снимался до 1950, в том числе — у Майкла Кёртиса, Генри Кинга, Билли Уайлдера.

## Смерть
Умер 6 марта 1964 года. Его могила расположена в Блю-Белл, округ Монтгомери, штат Пенсильвания.